# جيمس جي. بيرني
جيمس جي. بيرني هو محامي وكاتب وسياسي أمريكي، ولد في 4 فبراير 1792 في دانفيل في الولايات المتحدة، وتوفي في 24 نوفمبر 1857 في بيرث أمبوي في الولايات المتحدة. نشط حزبياً في الحزب الجمهوري الديمقراطي. وقد انتخب عضو مجلس نواب كنتاكي ‏ وانتخب عضو مجلس نواب ألاباما ‏.

## وصلات خارجية
- جيمس جي. بيرني على موقع الموسوعة البريطانية (الإنجليزية)
- جيمس جي. بيرني على موقع إن إن دي بي (الإنجليزية)